# Ahmed Helmy
Ahmed Helmy (Ahmed Mohamed Helmi Awad)(أحمد حلمي), est un acteur égyptien né le 18 novembre 1969 à Banha (Égypte)
Lauréat de l'Institut Supérieur des Arts Dramatiques, section : Décor, Ahmed est la découverte du réalisateur Sherif Arafa qui a repéré le comédien dans l'émission pour enfants "Leighb Eyal".
Ahmed Helmi fait sa première apparition sur le petit écran dans le film Aboud Ala El Hodoud où il dévoile son talent de comédien et accapare l'attention des spectateurs.
Il a joué dans Omar 2000, El Nazer, El Selem We Al Tho'ban.
Ahmed Helmi est marié à l'actrice égyptienne Mona Zaki. Le couple a trois enfants: Lilly, Salim et Younis.

## Séries
- Mission Messi (2014)

## Œuvres
- 28 caractères (2012)